# Concerto pour clarinette no 2 de Crusell
Pour les articles homonymes, voir Concerto pour clarinette (homonymie).
Le Concerto pour clarinette et orchestre no 2, appelé aussi Grand Concerto, en fa mineur op. 5 est une œuvre composée par Bernhard Henrik Crusell pour son propre usage et a été joué par son auteur le 8 mars 1815 à Stockholm. Il est remarqué pour son Adagio avec écho par le Allgemeine musikalische Zeitung, ce qui correspond au mouvement lent central. Il est dédié au tsar Alexandre Ier après avoir reçu son autorisation et publié dès l'automne 1917 par la maison d'édition C. F. Peters à Leipzig.
Crusell voyait probablement ce concerto comme sa composition la plus significative ; un portrait du compositeur peint dans les années 1820 par Johan Gustaf Sandberg le montre tenant en main la partition du concerto, marquée du thème principal du premier mouvement, ce qui suggère l'importance qu'il lui accordait.
Cette pièce n'est pas une pièce majeure du répertoire de la clarinette mais son "écriture ampoulée" met bien en valeur l'instrument.

## Histoire
La numérotation des opus des trois concertos pour clarinette suit la chronologie d'impression de la maison d'édition à Leipzig, bien que l'ordre réel de leur composition ait vraisemblablement été différent. L'opus 5 est probablement le plus tardif au regard des influences romantiques.
Début 1801, Crusell a rencontré le tsar Nicolas 1er au cours d’un voyage effectué à Saint-Pétersbourg. En souvenir de cette rencontre, Crusell a dénommé sa pièce de Grand Concerto en la reliant à ce dédicataire prestigieux. L'autorisation du tsar a très probablement été obtenue par l'intermédiaire de Genseric Brandel, le secrétaire de la légation suédoise à Saint-Pétersbourg.
Le deuxième mouvement a figuré dans divers recueils de clarinette du XIXe siècle.
Depuis la fin du XXe siècle, ce concerto sort de l'oubli dans lequel il stagnait depuis l'arrivée de la période romantique et la mort de Crusell en 1838, notamment grâce aux enregistrements effectués par les clarinettistes britanniques.

## Structure
Le concerto comprend trois mouvements :
- Mouvement I : Allegro
- Mouvement II : Andante pastorale
- Mouvement III : Rondo : Allegretto

## Analyse
Le premier mouvement allegro reprend la forme attendue d'un concerto, avec une exposition orchestrale dominée par le thème principal, qui conduit à l'entrée du soliste. On perçoit dans l'écriture orchestrale l'influence de Beethoven. Une fois encore, l'écriture soliste exploite pleinement les ressources de l'instrument et la virtuosité du compositeur en tant qu'interprète, les deux registres caractéristiques de la clarinette étant exploités en même temps, avant le développement du thème par l'instrument soliste. La tonalité de fa mineur apporte un élément supplémentaire de drame et parfois d'émotion, tout à fait dans l'air de l'époque.
Le mouvement lent en ré bémol majeur, un Andante pastoral en mesure 
, donne l'occasion d'un autre type de démonstration, dans ses changements et contrastes dynamiques, avec des effets d'écho finaux qui offrent, soit dit en passant, un défi technique supplémentaire en exigeant le jeu le plus doux possible, car la clarinette répond à l'orchestre. Un critique de cette période a écrit que ce mouvement « est un morceau délicieux, véritablement chantant et, bien exécuté, si séduisant que les auditeurs déploreront d’entendre qu’il tire à sa fin ».
Le mouvement est suivi d'un rondo final en fa mineur d'un grand charme, qui se termine par un fa majeur positif.
Albert R. Rice consacre un chapitre dans son ouvrage à ce concerto et en réalise une analyse complète des trois mouvements  avec une mise en perspective historique.
Il existe plusieurs éditions de la partition, dont une version urtext ; la cadence écrite diffère selon l'édition choisie.

## Instrumentation
- Orchestre symphonique

| Nomenclature du concerto pour clarinette n°2 et orchestre symphonique |
| Cordes                                                                |
| premiers violons, seconds violons, altos, violoncelles                |
| Bois                                                                  |
| clarinette solo en si bémol, flûte traversière 2 hautbois, 2 bassons  |
| Cuivres                                                               |
| 2 cors, 2 trompettes                                                  |
| Percussions                                                           |
| timbales                                                              |

## Enregistrements
Il existe de nombreux enregistrements du Grand Concerto,.
- Copland, Clarinet Concerto (1948) • Crusell, Grand Concerto en fa mineur Op. 5 , avec  Gervase de Peyer, London Mozart Players, Bernard Jacob, ( Unicorn Records, 1973)
- Crusell: Clarinet Concerto No. 2 and works by Rossini, Weber and Baermann, avec Emma Johnson (clarinette), English Chamber Orchestra, Sir Charles Groves, (ASV, 1986)

« C'est ce Grand Concerto de Crusell qu'Emma Johnson a joué lorsqu'elle a remporté le concours BBC Young Musician of the Year en 1984. C'était la première fois qu'elle jouait un concerto avec un orchestre symphonique complet, et son affection particulière pour l'œuvre, sa joie totale dans chacun des trois mouvements, ressortent de manière éclatante dans cette interprétation. La spontanéité désinhibée de son jeu, qui correspond exactement à une interprétation en direct, apporte une compulsion et une immédiateté d'expression supplémentaires. Dans chaque mouvement, Emma Johnson traduit les notes avec un phrasé et une expression très personnels, en prenant toujours des risques et en les faisant fructifier. Il s'agit d'une interprétation audacieuse, qui se caractérise par une légèreté coquine dans les mouvements extérieurs et par un chant joyeux dans l'Andante pastoral du mouvement lent. Dans les trois pièces plus courtes, Johnson n'a peut-être pas la même perfection technique, mais sa libre expressivité ne pourrait être plus séduisante. Son modelage des mélodies legato dans les œuvres de Weber et de Rossini, ainsi que dans le Baermann, apporte une expressivité chaleureuse, avec un rubato libre et des contrastes nets de tonalité et de dynamique. La sonorité de l'orchestre est pleine et brillante, et Groves est un accompagnateur vif et sympathique. »